# 慕尼黑-莱姆畔山站
莱姆畔山站（德語：S-Bahnhof Berg am Laim）是慕尼黑快铁2、4和 6号线位于莱姆畔山的一座车站。